# مناجاة (بلاغة)
الالتفات أو المُخاطبة أو المناجاة (الجمع: مُنَاجَيَاتٌ: لغير المصدر، كالأنواع) من فنون البلاغة في الكلام، وهو تعبير مجازي، يَصرِفُ فيه المتحدث والكاتب حديثه عن مخاطب حقيقي إلى وهمي، أو ما لا وجود له، أو فكرة مجردة، أو موقف خيالي.

يستخدم في الشعر والأعمال التمثيلية وفي اللغات الاوربية يبدأ النص المحتوي على مناجاة غالبا بحرف النداء "O". وترتبط المناجاة بالتجسيد، إلا أنه في المناجاة، تمتاز الكائنات والمجردات بصفات بشرية محددة (مثل الفهم) ذلك أن المتحدث يخاطبها تماما كما لو أن هناك شخصا موجودا. وتستخدم المناجاة غالبا لإيصال العاطفة القوية كما في حديث كلوديوس الحماسي في رواية هاملت.

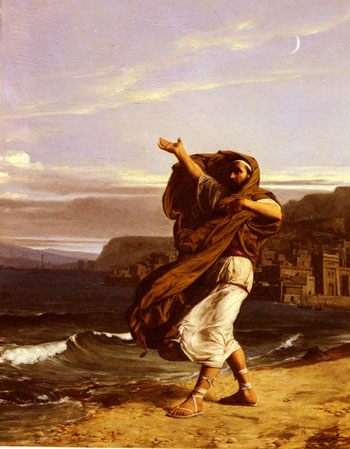

## معنى مناجاة
المُناجاة: مصدرُ «نَاجَىٰ»، وأصلُها: «مُنَاجَيَة»، فلمَّا فُتحت الياء وما قبلَها، قُلبت إلِفًا (فصارَت: مُناجاة)، وجمعُها «مُنَاجَيَات» بالياء؛ لأن الألِف أصلية (فهي بوزن: مُفَاعَلَة)، فتُردُّ إلى أصلِها وهو الياء، ومُنَاجَاةُ النَّفْسِ في الثقافة والفنون: سُطور أدبيّة تعبِّر بها الشخصيَّة في عمل أدبيّ عمّا يدور بداخلها من أفكار ومشاعر، بطريقة غير مترابطة أحيانًا ويخاطب فيها الكاتبُ شخصًا غائبًا أو شيئًا مجرّدًا أو جمادًا.
والمناجاة الفرديَّة: (في الثقافة والفنون) خُطبة تلقيها إحدى شخصيّات المسرحيّة بصوت يسمعه المشاهدون وبدون أن يقاطعها أحد، والغرض منها التَّعبير عن أعمق مشاعر الشَّخصيّة وأفكارها الدَّفينة أو وقوف المشاهدين على حقائق تتَّصل بما يحدث على خشبة المسرح

## المناجاة في الأدب العربي والآداب الأجنبية
من المؤكد أن تسمية «المناجاة» ليست تسمية جديدة؛ فقد أشار إليها كثير من الكتاب والدارسين القدماء والمحدثين (بمن فيهم أبو حيان التوحيدي وكثير من المتصوفة) بصفتها لونًا من الكتابة الأدبية، كما أشار إليها الزهاد والمتصوفة بصفتها ممارسة دينية خاصة، أو لونًا من الدعاء الذي يكشف عن علاقة حميمة بين العبد وربه. أضف إلى هذا أن تسمية «المناجاة» شكلت جانبًا مهمًّا من الموروث الشيعي في الأدعية.  وعلى أية حال، فـإن «المناجاة» قديمة في الثقافة الإنسانية كلها، بما في ذلك الثقافة الإسلامية. غير أن كل ذلك لا ينفي أن النظر إلى ما ينتج عن هذه الممارسة من كلام وكتابة، بصفته نوعًا أدبيًّا Literary Genre مستقلاًّ له خصائصه وتقاليده وتطوراته، ربما يكون أمرًا جديدًا يستحق المتابعة والدراسة المستفيضة.
أن جذور هذا التوجه راسخةٌ في مسيرة الشعر العربي القديم، وخاصة عند الشعراء الصوفيين، كما أنه عرف في الآداب الأجنبية، حيث تعمق في هذا الاتجاه الروحى كثيرون منهم «ملتون» وكان من أهدافه أن يُعيد الناس إلى الاعتبارات السامية، ويُذكرهم بالغايات النبيلة، ومنهم أيضا «هنرى فون» وكان شاعرا صوفيا، ويبدو في نغمته التلاشى الكامل، وفكرة الإشراق، وهو يمثل الصوفية الفردية، وكل شعره يدور حول هذه الفكرة، والرجوع إلى الماضي، وإلى أيام الطفولة.
ومن هؤلاء الشعراء أيضا «توماس إليوت» الشاعر الإنجليزي، الذي مر بأزمة روحية كبيرة بعدما نشبت الحربُ العالميةُ الأولى 1914 م، خرج بعدها شاعرا تأمليا دينيا كبيرا، ومن نماذجه الشعرية الفذة قصيدة «الأرض الخراب»، وهي قصيدة حداثية واسعة التأثير في أربعمائة وأربعة وثلاثين سطراً، وتُعد من علامات الأدب الحديث رغم غموضها المزعوم وغرابتها، ففيها يتغيرُ السارد بشكلٍ مفاجئ، كما أنها تراوح بين النبوءة والسخرية، وتقتبس ثقافاتٍ متعددة وإشاراتٍ أدبية متعددة وملتبسة، ومن عباراتها الشهيرة: «أبريل يا أقسى الشهور، سأريك الخوف في قبضة غبار».
وفي الأدب الألمانى يتأثر «جوته» بسفر أيوب في عمله الأدبى «فوست» كما تأثر بالقرآن الكريم والحديث النبوى الشريف والسيرة النبوية في كثير من قصائده في «الديوان الشرقي»، وفي الأدب الفرنسى أيضا نجد «كورنى», و«راسين», و«موليير», و«لافونتين», يهدفون في مؤلفاتهم إلى إصلاح الإنسان نفسيا ومعنويا، وإلى حب الخير والإيمان، والمثل العليا ليستقيم سلوكه.

## المناجاة في ثقافة المسلمين
وتعنى مناجاة اصطلاحا عند المسلمين : الدعاء والتحدث مع الله.
وقد ورد في القرآن الكريم قول الله تعالى:(أَلَمْ تَرَ إِلَى الَّذِينَ نُهُوا عَنِ النَّجْوَى ثُمَّ يَعُودُونَ لِمَا نُهُوا عَنْهُ وَيَتَنَاجَوْنَ بِالْإِثْمِ وَالْعُدْوَانِ وَمَعْصِيَتِ الرَّسُولِ وَإِذَا جَاؤُوكَ حَيَّوْكَ بِمَا لَمْ يُحَيِّكَ بِهِ اللَّهُ وَيَقُولُونَ فِي أَنفُسِهِمْ لَوْلَا يُعَذِّبُنَا اللَّهُ بِمَا نَقُولُ حَسْبُهُمْ جَهَنَّمُ يَصْلَوْنَهَا فَبِئْسَ الْمَصِيرُ)[قرآن سورة المجادلة-٨] وتفسير النجوى هنا كلام الناس سرّاً فيما بينهم.
أما مناجاة الله يمكن أن تعرف بأنها إخلاص الدعاء، والتقرب إلى الله، وبذل كل الهمة والجهد كي يتقبلها الله، ولا بد من الإشارة إلى أنها تعتبر أعلى درجةً من الدعاء، حيث يحتاج فيها العبد إلى الإخلاص في توجهه إلى الله، والابتعاد عن كل ما يوقع في قلبه الشك في قبول الدعاء.
ومناجاة الله تعالى هي مخاطبة الله تعالى سراً، ودعائه سراً بينه وبين نفسه في اى وقت، وسؤال الله عزّ وجلّ في طلب الحاجة، وهي حاجة العبد لربه حيث يكون العبد في وقت عسرة حيث يبدأ المسلم بمناجاة ربه وسؤاله من فضله، والمناجاة وتكون في اى وقت وفي أي زمان وفي أي مكان.

#### أركان مناجاة الله:[7]
- الركن الأول: أن نخلص النية لله.

وفي الحديث الصحيح قال رسول الله محمد صلى الله عليه وسلم: «إنما الأعمال بالنيات، وإنما لكل امرئ ما نوى».
وقال النبي محمد صلى الله عليه وسلم فيما أخرجه الإمام النسائي في سننه: «إنّ اللّه لا يقبل من العمل إلّا ما كان له خالصاً وابْتُغِىَ به وجهه»، فعلى المناجي ربه أن يخلص له المناجاة فلا يسأل أحداً غيره، ولا يستعين بسواه. وقال ايضاً محمد صلى الله عليه وسلم فيما أخرجه الترمذي: «إذا سألت فسأل الله، وإذا استعنت فاستعن بالله، واعلم أن الأمة لو اجتمعت على أن ينفعوك بشيءٍ لم ينفعوك بشيء إلا ما كتبه الله لك، ولو اجتمعت على أن يضروك بشيءٍ، لم يضروك بشيءٍ إلا ما كتبه الله عليك، رُفعت الأقلام وجفت الصحف» فالإخلاص في مبدئه ومنتهاه مبنيٌ على التوحيد الخالص، فلا بد أن تُخرج السوى من قلبك، ولا يبقى فيه إلا الله، وهو أول أركان المناجاة.
- أما الركن الثاني فهو: الاستمرار والدوام.

فعن عَائِشَةَ -رضي الله عنها- أَنَّهَا قَالَتْ سُئِلَ النَّبِيُّ صلى الله عليه وسلم: أَيُّ الأَعْمَالِ أَحَبُّ إِلَى اللَّهِ قَالَ: «أَدْوَمُهَا وَإِنْ قَلَّ»، وكان النبي كما وصفته السيدة عائشة رضي الله تعالى عنها، «كان عمله دِيمَة» (البخاري)، أي دائماً مستمراً، والديمومة ركنٌ من أركان عمارة الأرض، ونجاح العمل.
- والركن الثالث هو: التدبر والتأمل.

فمناجاة الله تحتاج أن تتحدث مع الله بعد تفكرٍ وتدبر يقول الله تعالى: (الَّذِينَ يَذْكُرُونَ اللَّهَ قِيَاماً وَقُعُوداً وَعَلَى جُنُوبِهِمْ وَيَتَفَكَّرُونَ فِي خَلْقِ السَّمَاوَاتِ وَالْأَرْضِ رَبَّنَا مَا خَلَقْتَ هَذَا بَاطِلاً سُبْحَانَكَ فَقِنَا عَذَابَ النَّارِ) [قرآن سورةآل عمران: ١٩١] فالمناجاة لا بد أن تشتمل على الفكر، والفكر إما أن يكون في كتاب الله المنظور، وهو الكون، وما يشمله، فيتفكر في السماء، والأرض، في النبات، والحيوان، بل في ذات الإنسان، وإما أن يكون في كتاب الله المسطور وهو القرآن، قال تعالى: (أَفَلاَ يَتَدَبَّرُونَ القُرْآنَ وَلَوْ كَانَ مِنْ عِندِ غَيْرِ اللَّهِ لَوَجَدُوا فِيهِ اخْتِلافاً كَثِيراً) [قرآن سورة النساء: ٨٢].
- والركن الرابع هو: أنك تدعو ربك بما في قلبك.

تحدثه سبحانه وتعالى وتناجيه، وتكلمه، وتشكو له، وترجوه، وتتضرع إليه، وتتوسل إليه، وتطلب منه.
- والركن الخامس هو: السِّرِّيَّة.

فالمناجاة سرٌ بين العبد وربه لا يَطَّلِع عليه أحد.

#### مناجاةالأنبياء
والمناجاة قام بها الأنبياء من قبل مثل مناجاة زكريا عليه السلام، قال الله تعالى: (كهيعص، ذِكْرُ رَحْمَةِ رَبِّكَ عَبْدَهُ زَكَرِيَّا، إِذْ نَادَى رَبَّهُ نِدَاءً خَفِيًّا، قَالَ رَبِّ إِنِّي وَهَنَ الْعَظْمُ مِنِّي وَاشْتَعَلَ الرَّأْسُ شَيْبًا وَلَمْ أَكُنْ بِدُعَائِكَ رَبِّ شَقِيًّا، وَإِنِّي خِفْتُ الْمَوَالِيَ مِنْ وَرَائِي وَكَانَتِ امْرَأَتِي عَاقِرًا فَهَبْ لِي مِنْ لَدُنْكَ وَلِيًّا)[قرآن سورة مريم ١ - ٥]، ومناجاة أيوب عليه السلام قال الله تعالى (وَأَيُّوبَ إِذْ نَادَى رَبَّهُ أَنِّي مَسَّنِيَ الضُّرُّ وَأَنْتَ أَرْحَمُ الرَّاحِمِينَ)[قرآن سورة الأنبياء /٨٣]
ومناجاة الرسول محمد صلى الله عليه وسلم لله بعد أن صلى ركعتين قال: (اللّهُمّ إلَيْك أَشْكُو ضَعْفَ قُوّتِي، وَقِلّةَ حِيلَتِي، وَهَوَانِي عَلَى النّاسِ يَا أَرْحَمَ الرّاحِمِينَ أَنْتَ رَبّ الْمُسْتَضْعَفِينَ وَأَنْتَ رَبّي، إلَى مَنْ تَكِلُنِي ؟ إلَى بَعِيدٍ يَتَجَهّمُنِي ؟ أَمْ إلَى عَدُوّ مَلّكْتَهُ أَمْرِي ؟ إنْ لَمْ يَكُنْ بِك عَلَيّ غَضَبٌ فَلَا أُبَالِي، وَلَكِنّ عَافِيَتَك هِيَ أَوْسَعُ لِي، أَعُوذُ بِنُورِ وَجْهِك الّذِي أَشْرَقَتْ لَهُ الظّلُمَاتُ وَصَلُحَ عَلَيْهِ أَمْرُ الدّنْيَا وَالْآخِرَةِ مِنْ أَنْ تُنْزِلَ بِي غَضَبَك، أَوْ يَحِلّ عَلَيّ سُخْطُكَ لَك الْعُتْبَى حَتّى تَرْضَى، وَلَا حَوْلَ وَلَا قُوّةَ إلّا بِك).

### الفرق بين مناجاة الله والدعاء
المناجاة غير الدعاء، فالدعاء قد يكون مفرداً، أو يكون في الصلاة، أو في خارج الصلاة، ولكن المناجاة هي جلسة خلوة مع الله تعالى، فالمناجاة تشتمل على الدعاء، وعلى قراءة القرآن، وعلى التأمل، والتدبر، والتفكر، وتشتمل على الحديث مع الله.